# Asnières Volley 92
L'Asnières Volley 92 è una società pallavolistica maschile francese con sede ad Asnières-sur-Seine: milita nel campionato di Ligue B.

## Storia della società

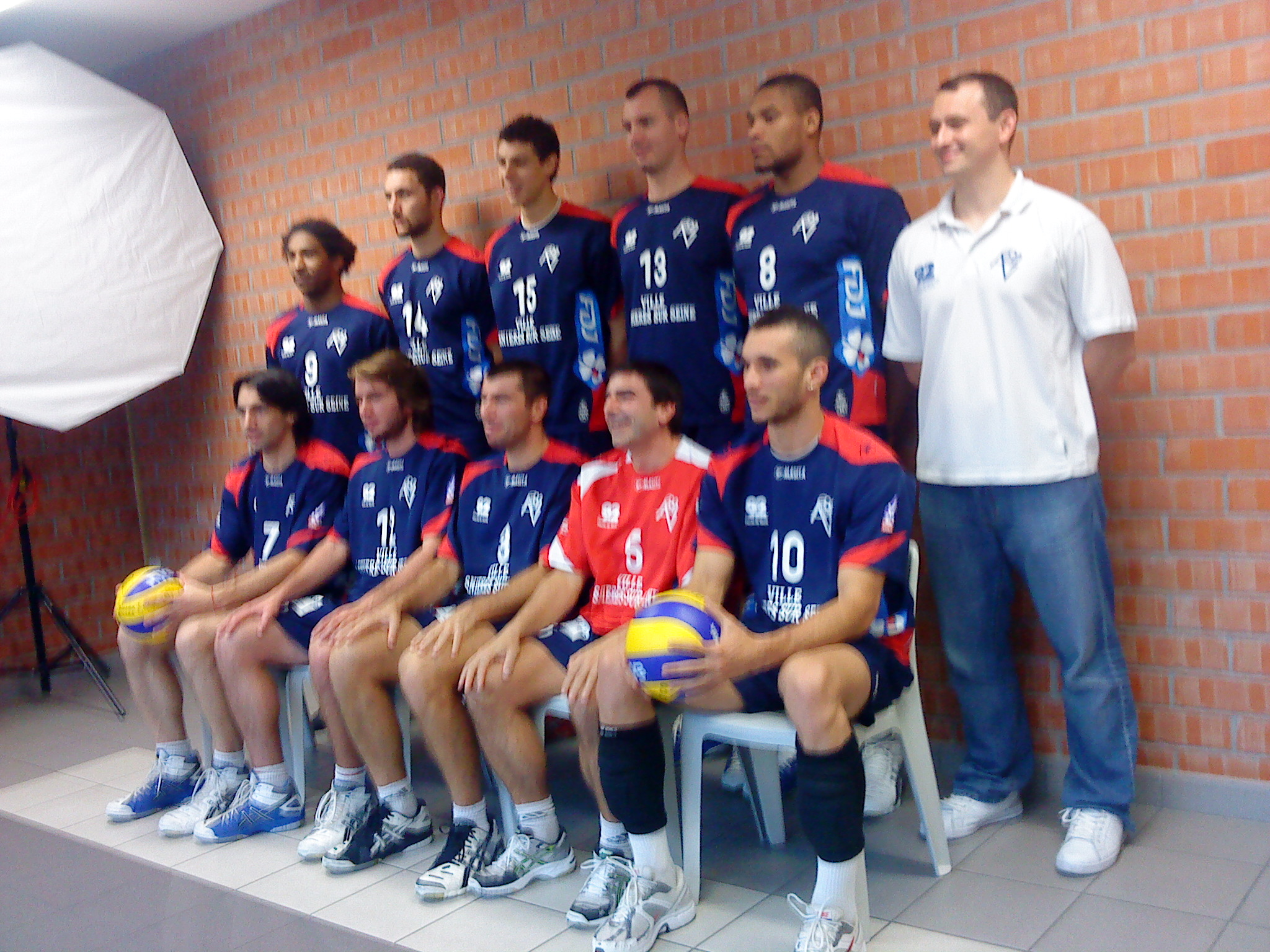
La squadra nella stagione 2010-11

La società è stata fondata nel 1948 con il nome di Asnières Sports, polisportiva di cui faceva parte: promossa quasi subito nel massimo campionato francese, vinse il primo titolo nazionale nella stagione 1964-65, bissato poi nell'annata seguente. Dopo un periodo di alterne fortune, il club ritorna alla ribalta nel alla fine degli anni settanta, quando tra il 1979 ed il 1984 conquista altri tre scudetti, oltre a diversi secondi posti e alla vittoria della prima edizione della Coppa di Francia.
Nel 1992 la società muta il nome in Asnières Volley 92, entrando a far parte del gruppo formato dal Paris Saint-Germain Football Club e da Canal+: sotto la nuova gestione il club vince nuovamente il campionato 1992-93 e la Coppa di Francia 1993-94, ma a seguito di alcuni problemi societari, viene retrocessa in terza divisione, per tornare a disputare il massimo campionato nella stagione 1998-99.
Dopo diversi problemi societari che portano la società a disputare nuovamente il campionato cadetto, l'Asnières Volley 92 conquista la promozione per disputare il campionato di Pro A 2006-07: dopo due annete, retrocede nuovamente in Pro B.

## Palmarès
- Campionato francese: 6

1964-65, 1965-66, 1978-79, 1979-80, 1983-84, 1992-93
- Coppa di Francia: 2

1983-84, 1993-94